# Luís Fróis
Luís Fróis (Lisboa, 1532 – 8 de julho de 1597) foi um missionário português que viveu 34 anos no Japão. Neste período descreveu pormenorizadamente as suas impressões sobre as tradições e cultura japonesa do século XVI através de cartas enviadas para Macau, Roma (ao Papa) e aos reis de Portugal. É considerado o primeiro cronista europeu do Japão.

## Biografia
Nasceu em Lisboa e, em 1548, entrou para a Companhia de Jesus. Em 1563 viajou para o Japão para pregar o Evangelho, 20 anos depois de os mercadores portugueses a bordo da Nau do Trato terem desembarcado no sul do Japão. No ano seguinte chegou a Quioto, onde se reuniu com Ashikaga Yoshiteru, que então era xogum. Em 1569 tornou-se amigo de Oda Nobunaga e permaneceu na sua residência em Gifu (cidade) enquanto se dedicou à escrita por um curto período. Entre as suas obras encontra-se uma História do Japão.

## História do Japão
A obra deveria conter uma Introdução (composta por 37 capítulos, com uma "Descrição Geral do Japão" acerca da terra e da gente) seguida de três partes:
- 1ª parte: Vai de 1549 a 1578
- 2ª parte: Vai de 1578 a 1582
- 3ª parte: 1592 a 1593.

## Obras
- História do Japão
- Tratado em que se contêm muito sucinta e abreviadamente Algumas contradições e diferenças dos costumes entre a Gente da Europa e Esta Província do Japão
- Relacion del martirio de los 26 cristianos crucificados em Nagasaki el Febrero de 1597 (sobre Os 26 Mártires do Japão)